# علم البيئة الفلكية

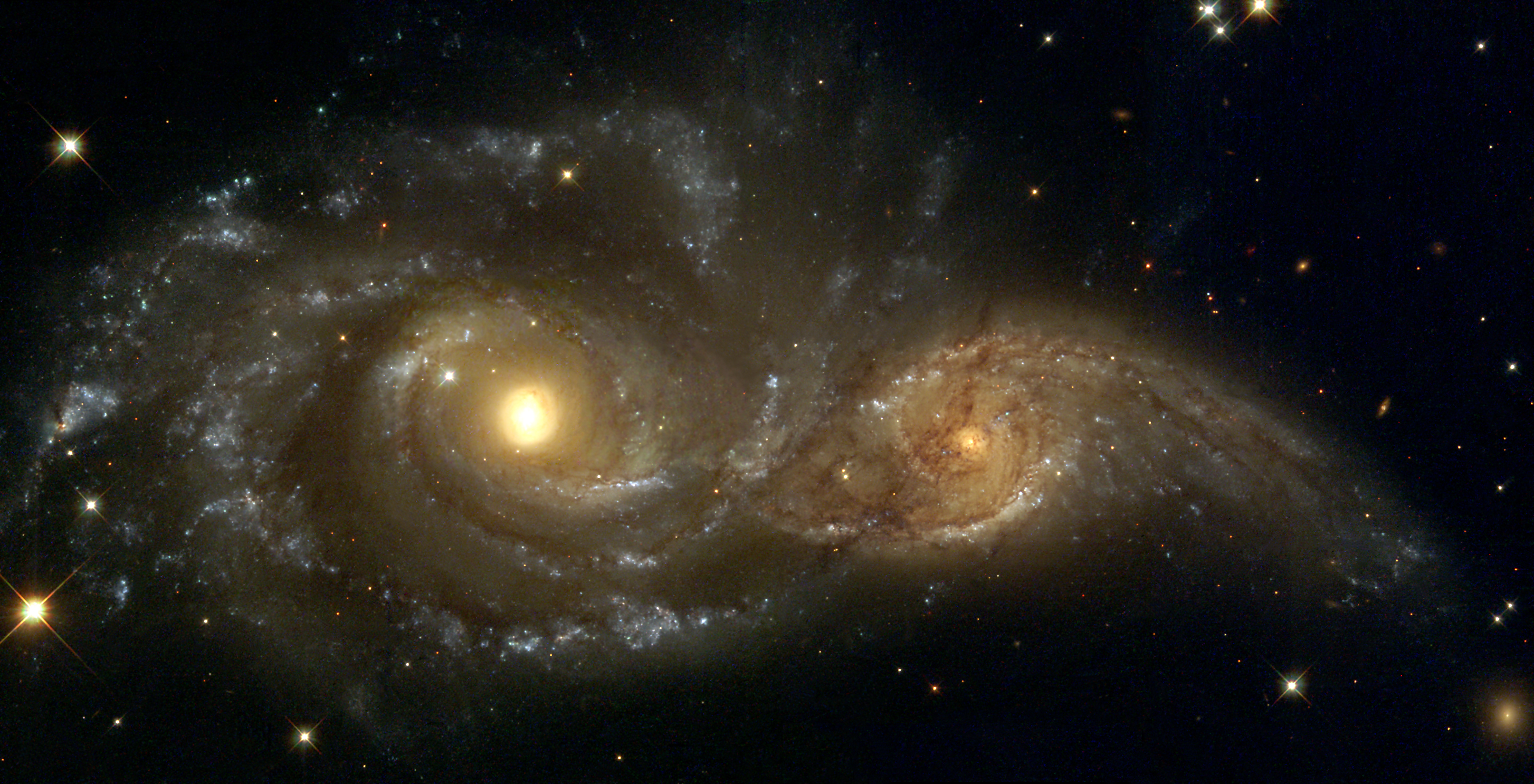
مجرة في الفضاء الشاسع تتفاعل كل مكوناتها مع بعضها بنظام.

يتعلق علم الإيكولوجيا الفلكية بتفاعلات الكائنات الحية مع بيئات الفضاء . يدرس موارد الحياة على الكواكب والكويكبات والمذنبات، وحول النجوم المختلفة، وفي المجرات، وفي الكون . تتيح النتائج بتقدير آفاق الحياة المستقبلية، من المقاييس الكوكبية إلى المجرية والكونية .
تمثل الطاقة المتوفرة والجاذبية الصغرى والإشعاع والضغط ودرجة الحرارة عوامل فيزيائية تؤثر على علم البيئة الفلكية. كما يتم النظر في الطرق التي يمكن أن تصل بها الحياة إلى بيئات الفضاء، بما في ذلك البانسبيرميا الطبيعية والبانسبيرميا الموجهة . علاوة على ذلك، بالنسبة للتوسع البشري في الفضاء و البانسبيرميا الموجهة، فإن الدافع من خلال الأخلاقيات الحيوية التي تركز على الحياة، والأخلاقيات الشاملة والأخلاقيات الحيوية الكوكبية له أهميتة أيضا.

## نظرة عامة
تم تطبيق مصطلح «علم البيئة الفلكية» لأول مرة في سياق إجراء الدراسات في النيازك الفعلية لتقييم مواردها المحتملة الملائمة لاستدامة الحياة. أظهرت النتائج الأولية أن مواد النيزك / الكويكبات يمكن أن تدعم الكائنات الحية الدقيقة والطحالب وزراعة النباتات تحت الغلاف الجوي للأرض وتكملها بالماء.
تشير عدة ملاحظات أن المواد الكوكبية المتنوعة، مثل النيازك التي تم جمعها على الأرض، يمكن استخدامها كتربة زراعية، لأنها توفر العناصر الغذائية لدعم الحياة المجهرية عند تكميلها بالماء والغلاف الجوي. وقد اقترح علم الإيكولوجيا الفلكية التجريبي تصنيف الكوكبية كأهداف لاستكشاف علم الأحياء الفلكي وكموارد بيولوجية محتملة في الموقع. يمكن تقييم الخصوبة البيولوجية للمواد الكواكب من خلال قياس استخراجها المياه بالكهرباء المواد المغذية. تشير النتائج إلى أن الكويكبات الكربونية والبازلت المريخية يمكن أن تكون بمثابة موارد مستقبلية محتملة لمجموعات بيولوجية كبيرة في النظام الشمسي .
وقد أسفر تحليل العناصر الغذائية الأساسية ( C، N، P، K ) في النيازك عن معلومات لحساب كمية الكتلة الحيوية التي يمكن بناؤها من موارد الكويكبات. على سبيل المثال، تشير التقديرات أن الكويكبات الكربونية تحتوي على حوالي 10 و 22 كجم من الموارد المحتملة،  وتشير النتائج المعملية إلى أنها قادرة على إنتاج كتلة حيوية في مقابل 6 · 10 20 كجم، أي حوالي 100000 مرة أكثر من المادة البيولوجية الموجودة حاليًا على الأرض .

## المزراع على المواد التي تمت محاكاتها من الكويكبات/النيازك
من أجل قياس كميات الحياة المحتملة في الغلاف الحيوي، يحاول علم البيئة الفلكية النظري تقدير كمية الكتلة الحيوية على مدى فترة المحيط الحيوي . قدرت الموارد والكتلة الحيوية المتكاملة الزمنية المحتملة للأنظمة الكوكبية، والمناطق الصالحة للسكن حول النجوم، وللمجرة والكون . وتشير حسابات علم البيئة الفلكية هذه إلى أن العناصر المقيدة النيتروجين والفوسفور في الكويكبات الكربونية المقدرة بـ10 22 كجم يمكن أن تدعم 6 · 10 20 كغ الكتلة الحيوية للالمتوقع خمسة مليارات سنة المقبلة الشمس، مما يسفر عن مستقبل زمني متكامل BIOTA (الكتلة الحيوية المتكاملة عبر الأوقات المتاحة، مقاسة بالكيلوغرام سنة) من 3 · 10 30 كجم - سنة في النظام الشمسي،  وهو أكثر بمئات آلاف المرات من العمر على الأرض حتى الآن. بالنظر إلى المتطلبات البيولوجية للكتلة الحيوية 100 واط كجم −1، فإن الطاقة المشعة حول النجوم العملاقة الحمراء والنجوم القزمة البيضاء والحمراء يمكن أن تدعم BIOTA متكامل زمنيًا يصل إلى 10 46 كجم سنة في المجرة و 10 57 كجم سنة في الكون.
مثل هذه الاعتبارات البيئية الفلكية تحدد مقدار الإمكانات الهائلة للحياة المستقبلية في الفضاء، بما يتناسب مع التنوع البيولوجي المتناسب وربما الذكاء . يُظهر التحليل الكيميائي لنيازك الكوندريت الكربونية أنها تحتوي على مياه بيولوجية قابلة للاستخراج وكربون عضوي ومغذيات أساسية من الفوسفات والنترات والبوتاسيوم . تسمح النتائج بتقييم خصوبة التربة للكويكبات والكواكب الأم، وكميات الكتلة الحيوية التي يمكنها تحملها.
أظهرت التجارب المعملية أن المواد من نيزك مورشيسون، عند طحنها إلى مسحوق ناعم ودمجها مع مياه الأرض وهواءها، يمكنها توفير العناصر الغذائية لدعم مجموعة متنوعة من الكائنات الحية بما في ذلك البكتيريا ( Nocardia asteroides ) والطحالب ومزارع النباتات مثل البطاطس و نبات الهليون. استخدمت الكائنات الحية الدقيقة المواد العضوية في النيازك الكربونية كمصدر للكربون. نمت الطحالب والنباتات جيدًا أيضًا على نيازك المريخ بسبب محتواها العالي من الفوسفات الحيوي. حققت المواد المريخية معدلات خصوبة تربة مماثلة للتربة الزراعية المنتجة. وهذا يوفر بعض البيانات المتعلقة باستصلاح المريخ .
وتستخدم أيضا في هذه التجارب نظائر أرضية للمواد الكوكبية للمقارنة، ولاختبار تأثيرات ظروف الفضاء على الكائنات الحية الدقيقة.
يمكن حساب الكتلة الحيوية التي يمكن بناؤها من الموارد من خلال مقارنة تركيز العناصر في مواد الموارد والكتلة الحيوية (المعادلة 1). يمكن لكتلة معينة من مواد الموارد ( مورد m ) أن تدعم الكتلة الحيوية m، X من الكتلة الحيوية التي تحتوي على العنصر X (مع الأخذ في الاعتبار X كمغذٍ محدد)، حيث c المورد، X هو التركيز (الكتلة لكل وحدة كتلة) للعنصر X في المورد المادة والكتلة الحيوية c، X هو تركيزها في الكتلة الحيوية.
{\displaystyle m_{biomass,\,X}=m_{resource,\,X}{\frac {c_{resource,\,X}}{c_{biomass,\,X}}}}(1)
بافتراض أن الكتلة الحيوية التي تزن مائة ألف كجم تدعم إنساناً واحداً، فأن الكويكبات قد تستمر في دعم حوالي 6e15 (ستة ملايين مليار) شخص، أي ما يعادل مليون أرض (مليون ضعف عدد السكان الحالي). يمكن للمواد المماثلة في المذنبات أن تدعم كتلة حيوية والسكان أكبر بنحو مائة مرة. يمكن للطاقة الشمسية أن تحافظ على هؤلاء السكان لمدة خمسة مليارات سنة أخرى متوقعة من الشمس. وتسفر هذه الاعتبارات عن حد أقصى من الكائنات الحية المدمجة في الوقت يبلغ 3e30 كجم-سنة في النظام الشمسي.. بعد أن تصبح الشمس نجمًا قزمًا أبيض،  ونجوم قزمة بيضاء أخرى، يمكن أن توفر الطاقة للحياة لفترة أطول، لتريليونات الدهور. (الجدول 2)

## آثار الهدر
يهتم علم الإيكولوجيا الفلكية أيضًا بالهدر، مثل تسرب المواد البيولوجية إلى الفضاء. سيؤدي هذا إلى انحلال أسي للكتلة الحيوية الفضائية  كما هو موضح في المعادلة (2)، حيث M (الكتلة الحيوية 0) هي كتلة الكتلة الحيوية الأصلية، k هو معدل تحللها (الجزء المفقود في وقت الوحدة) والكتلة الحيوية t هي الكتلة الحيوية المتبقية بعد الوقت t .
المعادلة 2:{\displaystyle M_{biomass}(t)=M_{biomass}(0)e^{-kt}\,}
ينتج عن التكامل من الصفر إلى اللانهاية المعادلة (3) لإجمالي الكتلة الحيوية المتكاملة زمنياً ( BIOTA ) التي ساهمت بها هذه الكتلة الحيوية:
المعادلة 3:{\displaystyle BIOTA={\frac {M_{biomass}(0)}{k}}}
على سبيل المثال، إذا تم فقدان 0.01٪ من الكتلة الحيوية سنويًا، فإن BIOTA المدمجة مع الوقت ستكون 10،000{\displaystyle M_{biomass}(0)} . بالنسبة للكتلة الحيوية التي يبلغ وزنها 6-10 20 كجم التي تم إنشاؤها من موارد الكويكبات، فإن هذا ينتج 6 · 10 24 كجم من BIOTA في النظام الشمسي. حتى مع هذا المعدل الضئيل من الخسارة، ستختفي الحياة في النظام الشمسي في بضع مئات الآلاف من السنين، وسوف ينخفض إجمالي BIOTA المتكامل الزمني المحتمل البالغ 3-10 30 كجم في ظل التسلسل الرئيسي للشمس بعامل قدره 5 · 10 5، على الرغم من أن عددًا كبيرًا من السكان لا يزال 1.2 · 10 12 من البشر المدعومين من الكتلة الحيوية يمكن أن يتواجدوا خلال العمر الافتراضي للشمس. يمكنمتعظيم الكتلة الحيوية المتكاملة عن طريق تقليل معدل تبديدها. إذا أمكن تخفيض المعدل بشكل كافٍ، يمكن أن تستمر كل الكتلة الحيوية المُنشأة طوال مدة الموطن وتدفع لبناء الكتلة الحيوية بأسرع ما يمكن. ومع ذلك، إذا كان معدل التبديد كبيرًا، فإن معدل بناء الكتلة الاحيائية وكمياتها الثابتة يمكن أن ينخفض، مما يسمح بوجود كتلة حيوية وسكان ثابتين الحالة تدوم طوال فترة حياة الموئل.
القضية التي تبرز هي ما إذا كان يجب علينا بناء كميات هائلة من الحياة التي تتحلل بسرعة، أو مجموعات سكانية أصغر، ولكن لا تزال كبيرة، تدوم لفترة أطول. تشيرأخلاقيات الحيوية المتمحورة حول الحياة أن الحياة يجب أن تستمر لأطول فترة ممكنة.

## علم البيئة المجري
إذا وصلت الحياة إلى أبعاد مجرية، فيجب أن تكون التكنولوجيا قادرة على الوصول إلى جميع مصادر المواد، وسيتم تحديد الحياة المستدامة من خلال الطاقة المتاحة. يتم بعد ذلك تحديد الحد الأقصى لمقدار الكتلة الحيوية حول أي نجم من خلال متطلبات الطاقة للكتلة الحيوية وبسطوع النجم. على سبيل المثال، إذا كان 1 تحتاج كجم من الكتلة الحيوية إلى 100 واط، يمكننا حساب كميات الحالة المستقرة من الكتلة الحيوية التي يمكن أن تحافظ عليها النجوم ذات مخرجات الطاقة المختلفة. يتم ضرب هذه الكميات في عمر النجم لحساب BIOTA المتكامل مع الزمن على مدى عمر النجم. باستخدام توقعات مماثلة، يمكن قياس الكميات المحتملة للحياة المستقبلية.
بالنسبة للنظام الشمسي منذ نشأته حتى الوقت الحاضر، فإن الكتلة الحيوية الحالية البالغة 10 15 كجم على مدى الأربعة مليارات سنة الماضية تعطي كتلة حيوية متكاملة زمنياً ( BIOTA ) تبلغ 4-10 24 كجم في السنة. وبالمقارنة، فإن الكربون والنيتروجين والفوسفور والماء في الكويكبات التي يبلغ وزنها 10 22 كجم تتيح 6 · 10 20 كجم من الكتلة الحيوية التي يمكن الحفاظ عليها باستخدام الطاقة لمدة 5 مليارات سنة مقبلة للشمس، مما يعطي BIOTA 3 · 10 30 كجم في السنة في النظام الشمسي و 3 · 10 39 كجم سنة حوالي 10 11 نجمة في المجرة. يمكن للمواد الموجودة في المذنبات أن تعطي الكتلة الحيوية و BIOTA المدمجة مع الزمن أكبر بمائة مرة.
ثم تصبح الشمس نجم القزم الأبيض، حيث يشع 10 15 واتس أن يديم 1e13 كجم الكتلة الحيوية لمئات من ملايين هائلة تريليون (10 20) سنة، وتساهم في BIOTA والتي تبلغ 10 33 عاما. يمكن للأقزام البيضاء البالغ عددها 10 12 التي قد تكون موجودة في المجرة خلال هذا الوقت أن تساهم BIOTA مدمجة زمنيًا تبلغ 10 45 كجم في السنة. يمكن أن تساهم النجوم القزمة الحمراء ذات السطوع البالغ 10 23 واط وأزمنة الحياة 10 إلى 13 عامًا في 10 34 كجم لكل سنة، ويمكن أن تساهم 10 12 من الأقزام الحمراء في 10 46 كجم في السنة، بينما يمكن للأقزام البنية أن تساهم بـ 10 39 كجم من الأعوام الكتلة الحيوية المتكاملة زمنياً ( BIOTA ) في المجرة. في المجمل، يمكن لحصلية الطاقة للنجوم خلال 10 و 20 عامًا أن يحافظ على كتلة حيوية متكاملة زمنيًا تبلغ حوالي 10 45 كجم - سنة في المجرة. أي مليار تريليون (10 20 ) مرة أكثر من الحياة الموجودة على الأرض حتى الآن. يمكن للنجوك في الكون في 10 11 مجرة أن تحافظ بعد ذلك على 10 57 كجم من السنين من الحياة.

## البانسبيرميا الموجهة
تشير نتائج علم البيئة الفلكية الواردة أعلاه إلى أنه يمكن للبشر توسيع الحياة في المجرة من خلال السفر في الفضاء أو البانسبيرميا الموجهة . إن كميات الحياة المحتملة التي يمكن تكوينها في المجرة التي توقعها علم الإيكولوجيا الفلكية، هائلة. تستند هذه التوقعات إلى معلومات حول 15 مليار سنة ماضية منذ الانفجار العظيم، لكن المستقبل الصالح للسكن أطول بكثير، ويمتد على تريليونات الدهور. وبالتالي، فإن الفيزياء وموارد علم الفلك وبعض السيناريوهات الكونية قد تسمح للحياة المنظمة بأن تدوم إلى أجل غير مسمى، وإن كان بمعدل بطيء. وقد يتم التعامل مع هذه الإحتمالات من خلال التوسع طويل المدى لعلم البيئة الفلكية بإعتباره علم البيئة الكونية.

## روابط خارجية
- علم البيئة الفلكية / علم توسيع الحياة في الفضاء
- AstroEthics / أخلاقيات توسيع الحياة في الفضاء
- Panspermia-Society / علوم وأخلاقيات توسيع الحياة في الفضاء